# Alsophis rijgersmaei
Alsophis rijgersmaei är en ormart som beskrevs av Cope 1869. Alsophis rijgersmaei ingår i släktet Alsophis och familjen snokar. Inga underarter finns listade i Catalogue of Life.
Arten förekommer i Västindien på öarna Anguilla och Saint-Barthélemy, inklusive La Tortue. Populationen på ön Saint Martin är antagligen utdöd. Det sista fyndet på Saint Martin dokumenterades 1996. Denna orm vistas i öppna klippiga områden med glest fördelade taggiga växter. Den besöker även trädgårdar och vilar i stenmurar.
Populationen på Saint Martin utrotades antagligen av introducerade manguster. På de andra öarna infördes inga manguster men troligen dödas flera exemplar av tamkatter. Landskapsförändringar och bekämpningsmedel mot skadedjur är ytterligare hot. Dessutom dödas flera individer av människor som inte vill ha ormar nära sin bostad. IUCN kategoriserar arten globalt som starkt hotad.